# Albert Dubosq (scénographe)
Pour les articles homonymes, voir Albert Dubosq et Dubosq.
Albert Émile Clément Dubosq, né le 18 janvier 1863 et mort le 10 novembre 1940, est un scénographe belge.
Il est l'un des scénographes les plus prolifiques de la Belle Époque. Entre 1890 et 1925, Dubosq a décoré 446 représentations théâtrales de pratiquement tous les types possibles : ballet, cirque, (mélo)drame, opéra, opérette, pantomime, revue et vaudeville.
Dubosq est par ailleurs l'un des rares peintres scéniques de sa génération à avoir laissé un échantillon substantiel de son art, à savoir vingt-et-un ensembles quasiment complets, comprenant la plus grande collection de décors historiques d’Europe, les centaines de décors de la « collection Dubosq » ont survécu au Schouwburg de Courtrai depuis 1920.

## Bibliographie

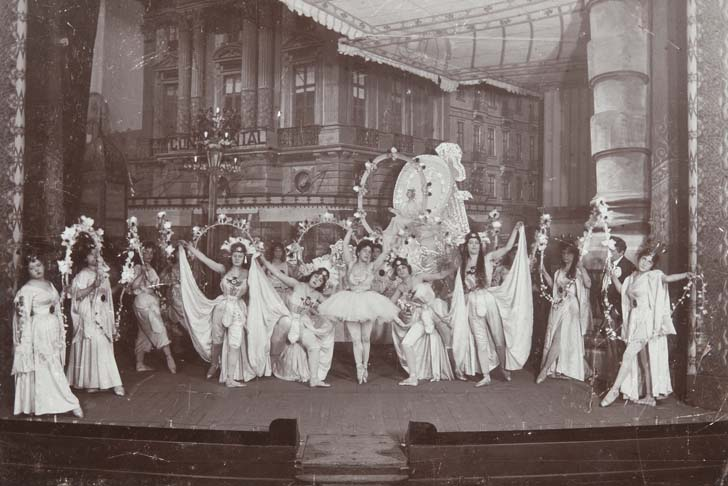
Une scène de la revue Bruxelles sans gêne de Malpertuis et Hannon (Théâtre de l'Alcazar, Bruxelles, 1894), montrant le Ballet des pierres précieuses. La mise en scène d'Albert Dubosq représente « La place de Brouckère, vue du Café Métropole ». Photographie de Georges Dupont-Émera conservée à la KBR, Bruxelles.